# 13,2 × 96 мм Hotchkiss
13,2×96 мм Hotchkiss (изначально 13,2×99 мм Hotchkiss) — французский крупнокалиберный пулемётный патрон первой половины XX века. Он был спроектирован фирмой Hotchkiss et Cie для использования в крупнокалиберном пулемёте Hotchkiss M1929. Кроме Франции, патрон также производился в Бельгии, Великобритании, Италии, Мексике, Польше, Румынии и Японии, поставлялся в Грецию, Румынию, Китай, Чили, Мексику и др. После окончания Второй мировой войны широко использовавшийся в Европе 13,2-мм Гочкис быстро был вытеснен пулемётами под патроны 12,7 Браунинг и советский 12,7×108 мм — стандартные боеприпасы двух военных блоков, куда вошла большая часть европейских стран. В настоящее время ни оружие калибра 13,2×96 мм, ни сами патроны не выпускаются и на вооружении не состоят.

## Описание
Патрон имел гильзу бутылочной формы с проточкой. Первоначально длина гильзы была 99 мм, в связи с чем существовала некоторая путаница с аналогичным американским патроном 12,7×99 мм. Чтобы избежать использования патрона в непредназначенном для него оружии, в 1935 году длину гильзы у патронов французского и бельгийского выпуска уменьшили до 96 мм за счёт укорачивания дульца (в других странах производители не меняли длину гильзы). Патроны с укороченными гильзами было легче отличать от американских патронов. В остальном обе версии 13,2-мм патрона идентичны. Масса пули составляла 52 грамма, начальная скорость 800 м/с и дульная энергия 16 640 Дж. После захвата Франции нацистской Германией, немцы выпустили относительно небольшое количество 13,2-мм патронов Гочкиса для снабжения трофейных пулемётов. Немецкие патроны имели стальную и ещё более короткую гильзу (93 мм), что было вызвано использованием пуль немецкого образца с ведущим пояском.

## Оружие
- 13,2 mm Hotchkiss M1929.
- Тип 3 — японский авиационный пулемёт на базе Браунинг М2.
- Тип 93 — японский зенитный пулемёт, почти точная копия французского Hotchkiss.
- Breda Mod. 31 — итальянская лицензионная копия Hotchkiss M1929.
- 13,2 mm Browning FN — бельгийский вариант американского 12,7-мм пулемёта Browning M1921.

## Другие обозначения
- 13.2x99 Hotchkiss
- 13.2 Vickers-Armstrong
- 13.2x99 Breda
- 13.2 Japones
- 13.2 Japanesse Type 3 - Type 93
- .52"
- Patrone 821 (b)
- Patrone 821 (f)
- 13.2 Mle. 1930
- 13.2 Hotchkiss Mod. 1923
- 13.2 Hotchkiss Long 1925
- SAA 9350
- XCR 13 099 BGC 020.